# Étienne Mendy
Étienne Mendy (* 14. Juni 1969 in Saint-Quentin) ist ein ehemaliger französischer Fußballspieler, der seit dem Ende seiner aktiven Karriere unter anderem als Spielerberater arbeitet.

## Laufbahn
Der senegalesischstämmige Stürmer begann seine Profikarriere beim damaligen Zweitligisten AS Beauvais und kam nach seinem Wechsel zum AS Saint-Étienne zu insgesamt 173 Einsätzen in der französischen Ligue 1; dabei schoss er 44 Tore.
Nach dem Ende seiner Spielerkarriere war er unter anderem im Nachwuchsbereich von Olympique Marseille sowie für die Senegalesische Fußballnationalmannschaft tätig. Außerdem trat er mehrfach als Berater von Fußballspielern auf. So verhandelte er im Juni 2017 zusammen mit seinem Bruder Patrick Mendy als „Vertrauter“ des Fußballspielers Anthony Modeste über einen Wechsel des Spielers vom 1. FC Köln zum chinesischen Erstligaaufsteiger Tianjin Quanjian.